# Asalebria
Asalebria es un género de pirálidos. Fue descrita por primera vez por Hans Georg Amsel en 1953.
Se encuentra en España y Rusia.

## Especies
- Asalebria florella
- Asalebria geminella
- Asalebria imitatella
- Asalebria pseudoflorella
- Asalebria venustella